# Musaranya turba
La musaranya turba (Crocidura turba) és una espècie de mamífer de la família de les musaranyes (Soricidae) que viu a Àfrica central: Angola, Burundi, Camerun, la República Centreafricana, la República del Congo, la República Democràtica del Congo, Guinea Equatorial, el Gabon, Kenya, Malawi, Ruanda, el Sudan, Tanzània, Uganda i Zàmbia.